# Planachaux
Planachaux est un sommet des Préalpes vaudoises, en Suisse, qui culmine à 1 925 m d'altitude. Il sépare le lac de l'Hongrin, au sud, de la vallée de la Sarine au nord, surplombant le village de Rossinière.